# Aleksandre Gureshidze
Aleksandre Gureshidze (Tiflis, 23 de abril de 1995) es un futbolista georgiano que juega de defensa central en el FC Lokomotivi Tbilisi de la Erovnuli Liga.

## Carrera deportiva
Gureshidze comenzó su carrera deportiva en el FC Lokomotivi Tbilisi en 2014, al que llegó cedido por el Dinamo Tbilisi II.
En 2015 abandonó definitivamente el equipo de Tiflis para jugar en el Sioni Bolnisi.
En 2017 fichó por el FC Kolkheti-1913 Poti, regresando un año después al Sioni Bolnisi, que dejó en 2019 por el FC Lokomotivi Tbilisi.
Con el Lokomotiv Tbilisi disputó la primera ronda de clasificación de la Europa League 2020-21 frente al Universitatea Craiova, que terminó con victoria por 2-1 para los georgianos. En la segunda ronda consiguieron vencer, también, al Dinamo de Moscú, logrando el pase a la tercera ronda clasificatoria de la competición, donde cayeron frente al Granada C. F.

## Carrera internacional
Gureshidze fue internacional sub-17, sub-19 y sub-21 con la selección de fútbol de Georgia.